# Ambrosius Blarer

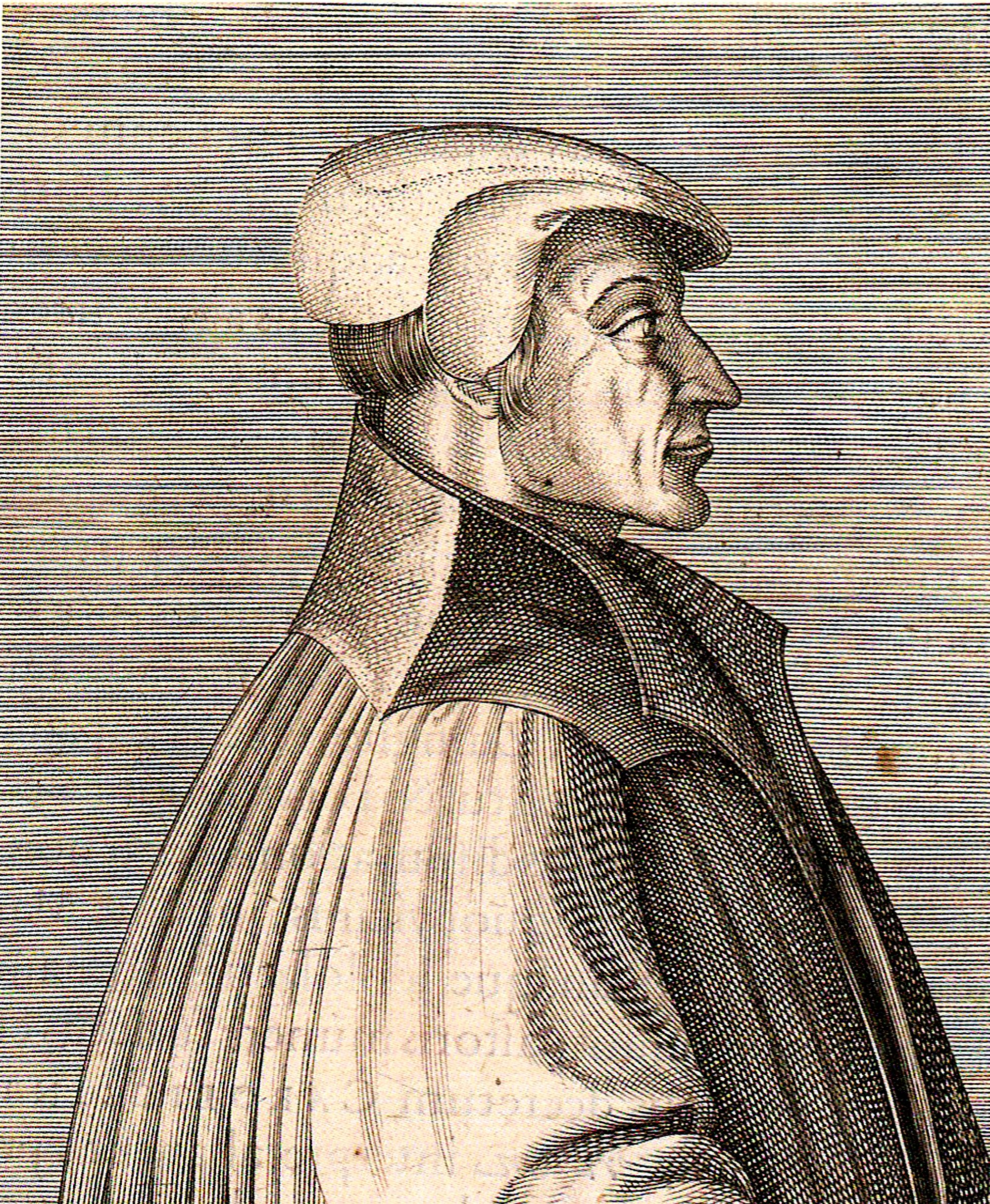
Ambrosius Blarer

Ambrosius Blarer von Giersberg, även Ambrosius Blaarer och Ambrosius Blaurer, född 4 april 1492 i Konstanz, död 6 december 1564 i Winterthur, var en tysk-schweizisk reformator och psalmförfattare, senare präst i reformerta kyrkan i Schweiz. Han studerade teologi i Tübingen tillsammans med Philipp Melanchthon. 
Han var munk och prior i benediktinorden i klostret Alpirsbach i Schwarzwald. Han bekantade sig med Martin Luthers skrifter och lämnade klostret 1522. Han flydde till sin födelsestad Konstanz där han tillsammans med brodern Thomas verkade för reformationen. Som reformator försökte han medla mellan Luthers och Huldrych Zwinglis positioner. Han flyttade 1534 över till Württemberg, där han genomförde reformationen, men måste på grund av motståndares intriger återvända till Konstanz. Han tvingades 1548 fly Konstanz på grund av motreformationen och arbetade därefter som präst i Schweiz.
Han korresponderade med reformatorerna Melanchthon, Zwingli, Jean Calvin, Martin Bucer, Heinrich Bullinger, Andreas Karlstadt och Johannes Oecolampadius. 
En av Blarer författad sångbok innehållande 182 psalmer påträffades i början av 1900-talet.

## Psalmer
- Vad Gudi täckes, är mig täckt är en översättning till svenska utförd av Petrus Brask från Blarers översättning från latin av Psaltaren 119 till tyska. I 1695 års psalmbok har psalmen nr 265 och i 1819 års psalmbok nr 254.